# 尼克·德雷克
尼克·罗德尼·德雷克（英語：Nicholas Rodney Drake，1948年6月19日—1974年11月25日）是一位英国创作歌手，他在生前没能获得大众范围的知名度，一生中三张专辑首次发行时销量都没有超过5000张。德雷克不愿意接受媒体采访，亦不愿做现场演出，这是其未能取得商业成功的重要原因。德雷克一生没有现场演出的录像，只留下了照片。他一生饱受抑郁症困扰，最终于26岁时去世，死因被确认为自杀。在他去世后，其作品赢得了越来越高的评价，1979年的回顾专辑《Fruit Tree》的发行开启了对德雷克作品的重新评价。到了90年代，他已经被认为是“注定浪漫”的音乐家的代表。截止2014年，他的专辑在美国和英国的总销量已经超过240万张
。

## 歌唱事業

### Five Leaves Left（1969年）
德雷克在1968年晚些时候录制了他的首张专辑《Five Leaves Left》，由乔·博伊德（Joe Boyd）担任制作人。他不得不放弃讲座，乘火车前往伦敦的Sound Techniques录音室进行录制。受到约翰·西蒙（John Simon）在1967年制作的莱纳德·科恩（Leonard Cohen）的专辑《里奥纳德·科恩的歌曲》（Songs of Leonard Cohen）的启发，博伊德希望以类似的親密溫馨的风格录制德雷克的声音，“没有闪闪发光的流行混响”。他希望專輯內包括类似于西蒙的弦乐编曲，“而不会过于压抑……或听起来像芝士”。博伊德聘请了来自伦敦民谣摇滚音樂人好友提供援助，包括Fairport Convention的吉他手理查德·汤普森（Richard Thompson）和Pentangle贝斯手丹尼·汤普森（Danny Thompson）（无关系）。
最初的录制并不顺利：会议不规律且匆忙，在Fairport Convention制作他们的Unhalfbricking专辑的闲暇时间进行。专辑的走向出现了爭議：博伊德提倡乔治·马丁（George Martin）的使用录音室作为乐器的方法，而德雷克则更喜欢更自然的声音。丹尼指出，在试音中，德雷克看起来“紧张而焦躁”，并注意到了博伊德的一些落空的尝试。两人都不满意编曲师理查德·安东尼·休森（Richard Anthony Hewson）的贡献，觉得它对德雷克的歌曲来说太过主流。德雷克建议他的大学朋友罗伯特·柯比（Robert Kirby）替代他。尽管博伊德对雇佣一个没有经验的自学音乐的学生持怀疑态度，但他被德雷克的過分自信打动，同意进行嘗試。柯比之前曾为德雷克的歌曲提供了一些编曲。虽然柯比为专辑提供了大多数编曲，但其最重要的作品“River Man”，契合了弗雷德里克·戴留斯（Frederick Delius）的風格，由资深作曲家哈里·罗伯逊（Harry Robertson）编曲。
后期的制作困难使發行日期又推遲了幾個月，并且专辑的銷售與反響不佳。7月，Melody Maker描述Five Leaves Left为“诗意的”和“有趣的”，但NME在10月写道，“没有足够的多樣性使其有趣”。除了约翰·皮尔（John Peel）和鲍勃·哈里斯（Bob Harris）等较前衛的BBC电台 DJ 的节目之外，这张专辑几乎没有收录在电台的播放列表中。德雷克对封面设计不满意，因为歌曲被錯序打印下來，录制版本中省略的诗句也被复制出来。在一次采访中，他的姐姐加布丽埃尔（Gabrielle）说：“他非常保密。我知道他在录制一张专辑，但我不知道它的完成情況，直到他走进我的房间，对我说：‘你在这兒’。他把這張專輯扔到床上，转身走了！”

### Bryter Layter (1971年)
1971年，德雷克在剑桥大学毕业前九个月结束了他的学习，并于1969年末搬到了伦敦。他的父亲记得“给他写了很长的信，指出离开剑桥的缺点……学位是一份保障，如果你获得了学位，至少你有东西依靠；他对此的回应是，保障是他最不想要的东西。”德雷克在伦敦的头几个月里漂泊于各地，偶尔会住在他妹妹的肯辛顿公寓，但通常是睡在朋友的沙发和地板上。最终，为了让德雷克的生活变得更加稳定并有个电话，博伊德安排并支付了一个位于 Camden 的 Belsize Park 地下室公寓。
1969年8月5日，德雷克为BBC的约翰·皮尔秀（John Peel show）录制了五首歌曲（“Cello Song”、“Three Hours”、“River Man”、“Time of No Reply”和“Bryter Layter”的早期版本），其中有三首在次日播出。一个月后，9月24日，他在伦敦的皇家节日音乐厅（Royal Festival Hall）为Fairport Convention做开场表演，随后在伯明翰和赫尔的民谣俱乐部进行演出。据民谣歌手迈克尔·查普曼（Michael Chapman）说，观众并不喜欢德雷克，想要听“有副歌的歌曲”。查普曼说：“他们完全没有理解。整个晚上他一句话都没说。看起来真的很痛苦。我不知道观众期望着什么，我的意思是，他们肯定知道在尼克·德雷克的演出中是不会有海上民谣和合唱的。”
这次经历加深了德雷克决定退出现场表演的决心；他偶尔参加的演唱会往往短暂且尴尬，参加人数很少。德雷克似乎不愿意表演，很少与观众交流。由于他的许多歌曲都以不同的和弦演奏，他经常在演奏之间暂停调弦。虽然上张专辑吸引了很少的关注，但博伊德急欲建立起这种势头。德雷克的第二张专辑《Bryter Layter》（1971年）由博伊德制作，约翰·伍德担任工程师，引入了更加欢快，更有爵士感觉的声音。德雷克对自己首张专辑销量不佳感到失望，希望能摆脱田园风格的声音，并同意了博伊德提出的加入贝斯和鼓的音轨的建议。“我想让这张专辑听起来更像流行音乐，”博伊德后来说。“我认为它更商业。”像前作一样，这张专辑还有Fairport Convention的音乐家参与，还有约翰·凯尔在两首歌中的贡献：“北方天空”（Northern Sky）和“飞”（Fly）。特雷弗·丹指出，虽然“北方天空”的部分内容听起来更具凯尔的特点，但这首歌是德雷克最接近商业成功的发行作品。凯尔在这一时期服用海洛因，他的老朋友布莱恩·威尔斯怀疑德雷克也在服用。
《Bryter Layter》在商业上遇冷，而评论家们对这张专辑同样褒贬不一；Record Mirror称赞德雷克是“出色的吉他手——清澈，有着完美的节奏，伴随着柔和，优美的编曲”，但Melody Maker将这张专辑描述为“民谣和鸡尾酒爵士的尴尬混合”。在发行后不久，博伊德将Witchseason出售给小岛唱片公司（Island Records），并搬到洛杉矶与华纳兄弟合作开发电影配乐。他的导师的失踪，加上专辑的销售不佳，使德雷克陷入了更深的抑郁。他对伦敦的态度改变了：他不喜欢独自生活，在1970年初的一系列音乐会上表现得明显紧张和不自在。六月，德雷克在萨里郡的尤尔技术学院进行了他最后一次现场表演之一。当晚也表演的拉尔夫·麦克特尔（Ralph McTell）回忆说：“尼克很寡言。在那场特别的演出中他非常害羞。他做了第一次调整，但是一定发生了一些糟糕的事情。他在唱《Fruit Tree》的时候中途离开了。”
1971年，德雷克的家人说服他去伦敦圣托马斯医院看精神病医生。医生开了抗抑郁药，但他对于服药感到不舒服和尴尬，并试图向朋友隐瞒。他担心药物的副作用，担心会与他经常使用的大麻发生反应。小岛唱片公司敦促德雷克通过采访，电台录音和现场表演来促进《Bryter Layter》的销售。此时德雷克正在吸食柯比形容的“难以置信的大量”的大麻，并表现出“精神病的第一个迹象”，他拒绝了。《Bryter Layter》的反响令德雷克失望，他变得内向，与家人和朋友疏远。他很少离开自己的公寓，只是偶尔参加音乐会或去买毒品。根据摄影师Keith Morris的说法，到1971年，德雷克已经成为一个“驼背，衣衫褴褛的人，恍惚地凝视……无视一只拉布拉多犬的示好，或者呆呆地望着汉普斯特德希斯公园（Hampstead Heath）”。他的姐姐回忆道：“这是一段非常糟糕的时光。他曾经对我说，从这个时候开始一切都开始出错，我认为那就是出事的开始。“